# Теудриг Мученик
Теудриг Святой (валл. Tewdrig Sant), иначе Теудриг Мученик (валл. Tewdrig Merthyr) — король Гвента на рубеже V и VI веков. Хронологию правления Тьюдрига установить особенно сложно из-за противоречивых сведений о нем. По разным гипотезам, он взошел на престол в 450 года и отрекся от престола около 475 года. Латинская форма его имени — «Теодорих», а его праздник — 1 апреля. 

## Биография

### Происхождение
Согласно валлийским преданиям (и анониму 1340 года), Теудриг — сын Тейтвальта, сына Тейтрина, сына Теудвала (Татала), сына Ануна Динода (Амуна Чёрного, правителя Греции). 
«Книга Лландафа», датированная большинством учёных ок. 1150 года, по-видимому, является самым ранним упоминанием об отце Теудрига, где его называют сыном Тейтфала. В том же источнике у этого Теудрига дочь Марцела, мать Брихана, основателя Брихейниога. Но в одной из средневековых родословных (около 1380 года), его отца зовут Лливарх ап Ниннио. Несколько лет спустя (ок. 1400 года) была написана еще одна рукопись, в которой Теудриг именуется как «Теудриг ап Тейтфал». Примерно в 1545 году известный специалист по генеалогии Грифид Хиратог также называл его сыном Тейтфала ап Ниннио ап Эрбина ап Эдрика ап Крейрви ап Мейриг ап  Мейрхион ап Гурган Фрих.
В книгах «Жизнь Тейло» и «Книге Лландафа» нам говорят, что Тейло получил подарки от Теудорика сына Теутфалла, один из правителей того времени. Теудриг возглавляет родословную королей Гливисинга и Гвента в Харлеанских генеалогиях, но его сын Меуриг случайно упущен. Версия генеалогии от «Колледж Иисуса» восстанавливает своего его сына Меурига, но делает Теудрига сыном Лливарха ап Ниннио ап Эрба. Расширенные генеалогии «Ханесин Хен» согласуются с Книгой из Лландафа, в результате чего он стал сыном Тейтфольта ап Ниннио ап Эрба. Один подозревает, что введение Тейтфоллта в качестве его отца вызвано путаницей с Теудригом ап Тейтфаллтом из Гартмадруна, который встречается в документах как дед Брихана. Эти два Теудрига вряд ли будет являться одним и тем же человеком, хотя в «Жизни Святого Кадога» кажется, что они были смещены потому что, будучи предком Кадока, его называют "Теудириком, который был королем-мучеником из Гвента и сыном Тейтфаула ап Иднерта ап Эрба.
Современный специалист по генеалогии Питер Бартрум в своей работе 1966 года заявил, что «Тейтфал ап Ниннио» это ошибка, но нигде в своих записях он не объяснил и даже не обсудил этот вопрос. В статье, опубликованной в 1948 году, Бартрум подготовил диаграмму, в которой отцом Теудрига был Лливарх, но не стал иначе комментировать последнего. Но в своей работе 1993 года Бартрум предлагает следующее: «Можно подозревать, что введение Тейтфала в качестве его отца связано с путаницей с Теудригом ап Тейтфалом из Гарт-Мадруна, который упоминается в документах Брихана, как дедушка Брихана». В том же труде Бартрум продолжает: «Теудриг возглавляет родословную королей Гливисинга и Гвента в „Харлеанских генеалогиях“, но его сын Мейриг случайно упущен. Версия „генеалогий Колледжа Иисуса“ восстанавливает его сына Мейрига, но делает Теудрига сыном Лливарха ап Ниннио ап Эрба». Теперь ясно, что он полагается на генеалогии Колледжа Иисуса, как на наиболее авторитетный источник, отвергая более ранние источники и все более поздние рукописи, которые с ним не согласны. И он также отвергает возможность того, что двое мужчин с одинаковыми именами могли жить в Уэльсе в течение периода с IV по VI века. С такой же легкостью и, вероятно, с большей точностью можно было бы заявить, что версия «генеалогий Колледжа Иисуса» неправильно включила Мейрига в родословную и представила ранее неизвестного Лливарха, как отца Теудрига. Хоть и был Теудриг ап Тейтфал из Гарт-мадруна, который родился около 350 года, он не мог быть тем человеком, который упомянут в Книге Лландафа; цитируемый там Теудриг жил в VI веке ибо он подарил землю святому Тейло (500-560), который жил также в VI веке, а именно не позднее 580 года.

### Правление

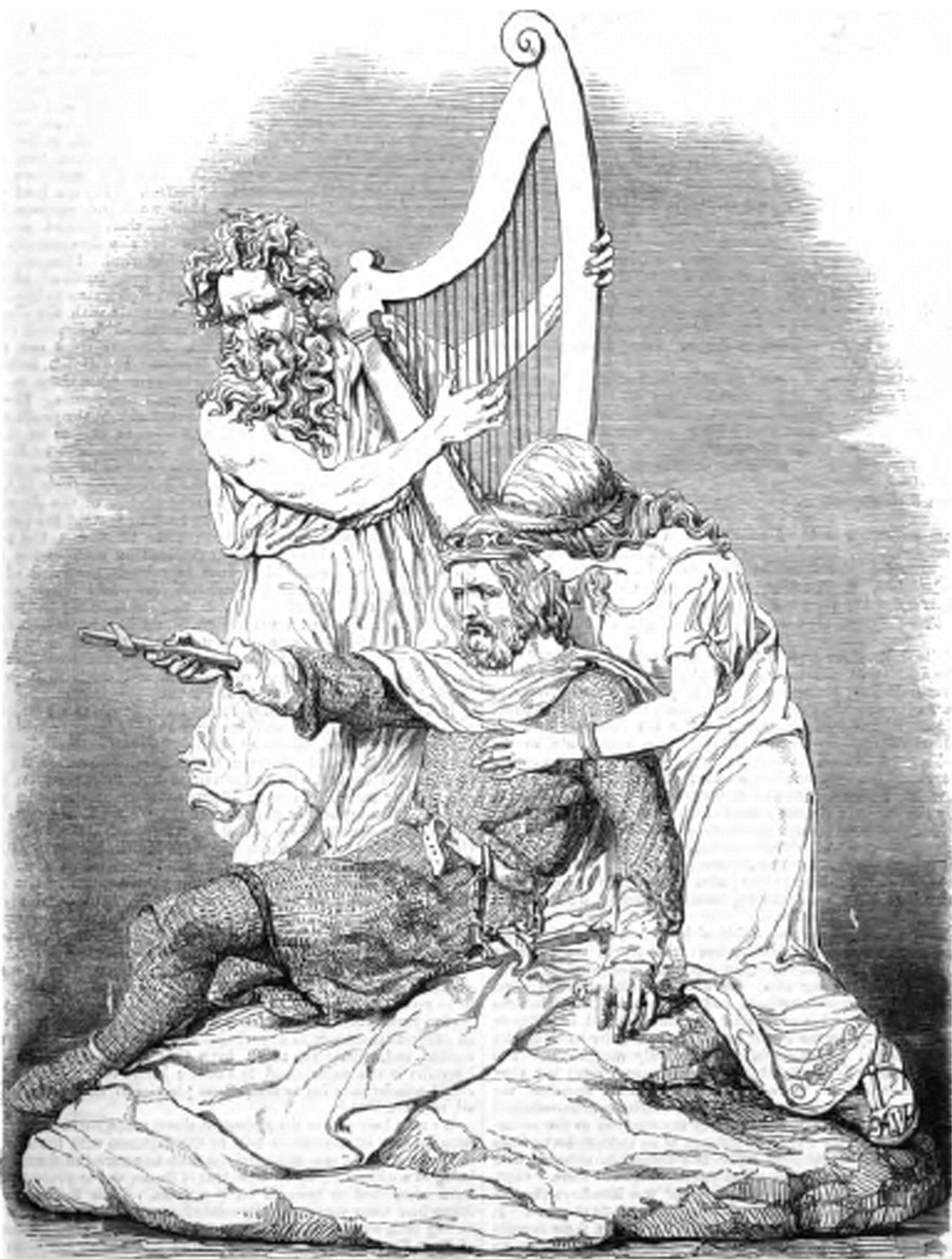
Смерть Теудрика
скульптура Дж. Эвана Томаса

По одной из версий, Теудриг совместно с неким Марцелусом в 493 году нанесли сокрушительное поражение саксам под командованием вождей, одним из которых был Элла, возле холма/горы Бадон. Другие историки считают, что Теудриг, был тяжело ранен в этой битве, которая произошла возле Бадона и был похоронен по пути домой.
О правлении Теудрига почти ничего не известно. Известно лишь, что он отрёкся от престола в пользу сына Мейрига ап Теудрига и ушёл в монастырь Дин-Тейрин (Тинтерн). С именем Теудрига и его сына Мейрига связано одно из важнейших событий в ранней валлийской истории — битва при Тинтерне, произошедшая в VI веке, в которой войска южного Уэльса одержали победу над англосаксами, остановив их экспансию и определив границу по Уаю.
Считается, что Теудриг вернулся в мирскую жизнь и встал на защиту своего королевства. Вместе со своим сыном Мейригом он изгнал англосаксов, но в сражении при Понт-и-Сайсоне был тяжело ранен. На запряжённой волами повозке его отправили в Флэт-Холм для лечения. Однако по дороге волы остановились около источника, ныне известного как «Родник святого Теудрига», и здесь умер. На этом месте Мейриг построил большую церковь, в которой захоронил останки отца. Шэрон Тёрнер в своей «Истории англо-саксов» (1799 год), в целом, повторял рассказы из «Книги Лландаффа» и епископа Годвина (цитируя Ассера в качестве источника), но дополнил эти свидетельства утверждением, что саксами, о которых идет речь, были те, что в Уэссексе, и возглавлял их Келвульф. Однако для такого утверждения нет никаких оснований. Но некоторые историки считают, что битва произошла возле Бадона и что Теудриг был похоронен по пути домой.
Неизвестна точная дата смерти Теудрига: историки называют различные возможные даты этого события — 470, 527, 577 или 610 год.